# Merope
Merope, známá také jako 23 Tauri nebo V971 Tauri, je modrobílý podobr v souhvězdí Býka. Je součástí hvězdokupy Plejády a nachází se přibližně 135 parseků (asi 440 světelných let) od Země.

## Popis
Merope je hvězda spektrální třídy B6IV(e), což znamená, že jde o modrobílý podobr s emisními čarami ve spektru. Hvězda má hmotnost přibližně 4,25 M☉, poloměr 7,7krát větší než Slunce a povrchovou teplotu 14 550 K. Její zářivost dosahuje přibližně 927násobku sluneční. Merope je obklopena reflexní mlhovinou Merope (NGC 1435), která je zbytkem původního materiálu hvězdokupy Plejády. Tato mlhovina je od hvězdy vzdálena přibližně 3 500 astronomických jednotek.

## Vzdálenost
Přesná vzdálenost Merope a celé hvězdokupy Plejády byla dlouho předmětem debat. Měření družicí Hipparcos v 90. letech určilo vzdálenost hvězdokupy na přibližně 120 parseků, což bylo v rozporu s jinými metodami. Novější studie využívající velmi dlouhou základnovou interferometrii (VLBI) odhadla vzdálenost na 136,2 parseků (±1,2 parseku). Tato měření byla potvrzena daty z mise Gaia, která stanovila vzdálenost na přibližně 135 parseků.

## Fyzikální vlastnosti
Merope je mladá hvězda s odhadovaným stářím přibližně 212 milionů let. Její vysoká rotační rychlost (240 km/s) způsobuje zploštění hvězdy, což ovlivňuje její strukturu a záření. Reflexní mlhovina obklopující Merope září díky světlu odráženému od hvězdného záření. Její struktura je ovlivňována tlakem hvězdného větru. Mlhovina poskytuje cenné informace o interakcích hvězdného záření a okolního prachu.

## Názvosloví
Jméno „Merope“ pochází z řecké mytologie a odkazuje na jednu z dcer Atlase a Pleione, známých jako Plejády. V roce 2016 bylo toto jméno oficiálně uznáno Mezinárodní astronomickou unií (IAU).